# Leichtathletik-Weltmeisterschaften 2017/Teilnehmer (Guinea-Bissau)
| Gelbes Symbol für Goldmedaillen mit stilisierten Olympischen Ringen | Graues Symbol für Silbermedaillen mit stilisierten Olympischen Ringen | Braundes Symbol für Bronzemedaillen mit stilisierten Olympischen Ringen |
| ------------------------------------------------------------------- | --------------------------------------------------------------------- | ----------------------------------------------------------------------- |
| —                                                                   | —                                                                     | —                                                                       |

Von Guinea-Bissau wurde eine Athletin für die Weltmeisterschaften in London nominiert.

## Ergebnisse

### Frauen

#### Sprung/Wurf
| Athletin        | Disziplin   | Qualifikation | Qualifikation | Finale             | Finale             |
| Athletin        | Disziplin   | Weite/Höhe    | Platz         | Weite/Höhe         | Platz              |
| --------------- | ----------- | ------------- | ------------- | ------------------ | ------------------ |
| Jéssica Inchude | Kugelstoßen | 14,63 m       | 30            | nicht qualifiziert | nicht qualifiziert |